# 키노 (소프트웨어)
키노(Kino)는 리눅스와 기타 유닉스 계열 운영 체제용으로 개발되었으나 지금은 개발이 중단된 자유 소프트웨어 GTK+ 기반 영상 편집 소프트웨어 애플리케이션이다. 키노의 개발은 2000년 말 Dan Dennedy와 Arne Schirmacher에 의해 시작되었다. 이 프로젝트의 목표는 "수많은 사용 가능한 포맷으로 내보내기 기능과 더불어 리눅스 데스크톱용의 쉽고 신뢰할 수 있는 DV 편집"이다. 이 프로그램은 기초적이고 세부적인 오디오/비디오 편집 및 조합 작업을 지원했다.

## 같이 보기
- Kdenlive